# Sainte-Hélène, Saône-et-Loire
Sainte-Hélène är en kommun i departementet Saône-et-Loire i regionen Bourgogne-Franche-Comté i östra Frankrike. Kommunen ligger i kantonen Buxy som tillhör arrondissementet Chalon-sur-Saône. År 2022 hade Sainte-Hélène 510 invånare.

## Befolkningsutveckling
Antalet invånare i kommunen Sainte-Hélène
| Referens: INSEE |